# Les Plus qu'humains
Les Plus qu'humains (titre original : More Than Human) est un roman de science-fiction de l'écrivain américain Theodore Sturgeon paru en 1953.

## Présentation de l'œuvre
Les Plus qu'humains de l'écrivain américain Theodore Sturgeon est un recueil de trois nouvelles publiées à partir d'octobre 1952 et en 1953 dans la revue américaine spécialisée Galaxy.

## Composition du recueil
Les Plus qu'humains est composé des trois nouvelles suivantes :
- L'Idiot de la fable ((en) The Fabulous Idiot, 1953)
- Bébé a trois ans ((en) Baby is three, 1952)
- La Morale ((en) Morality, 1953)

## Résumé
Ce roman décrit la rencontre d'êtres ayant des capacités surhumaines les plaçant souvent en marge de la société. Cependant ils vont être conduits à se rencontrer. Les manques que chacun ressent vont se trouver comblés par les aptitudes des autres jusqu'à parvenir à un autre niveau de l'évolution : la création d'un Gestalt. Ce roman s'attache à décrire les problèmes de la création de cette communauté quand les aptitudes morales et la conscience non pas de l'individu mais de ce Gestalt, ce plus qu'humain, entrent en ligne de compte.

## Personnages
- Tousseul (dit l'Idiot) : Jeune homme semblant développer une forme d'autisme. Il vivait en marge de la société jusqu'à sa rencontre avec les enfants. Il a un pouvoir de télépathie. Il est la conscience et le chef du Gestalt.
- Janie : Petite fille négligée par ses parents, elle est douée de télékinésie. Elle est le corps ou le cœur du Gestalt.
- Beany et Bonnie Widcombe : Deux jumelles afro-américaines qui ne parlent qu'entre elles ou à Bébé. Elles sont capables de téléportation, mais ne peuvent emmener avec elles ni objet, ni vêtement. Elles sont les membres du Gestalt.
- Bébé : Fils de paysans, les Prodd, qui ont autrefois recueilli Tousseul. Il est atteint de trisomie 21. Sa mère étant morte lors de l'accouchement et son père l'ayant abandonné, il a été adopté par le Gestalt. Malgré son jeune âge, il a une intelligence prodigieuse, capable d'inventer l'anti-gravitation. Seule Janie peut faire comprendre aux autres ce qu'il veut leur faire faire. Il est le cerveau du Gestalt.
- Alice Kew : Jeune femme rescapée d'un père abusif, elle vit isolée dans sa maison avec juste une domestique : Myriam. Elle recueille les enfants après la mort de Tousseul, mais n'arrive pas à les comprendre. Elle est finalement tuée par Gerry Thomson.
- Gérard (Gerry) Thomson : Orphelin télépathe recueilli par le Gestalt. Rien ne compte plus pour lui que le lien qu'il a pu nouer avec les autres et il est prêt au crime pour le préserver.
- Hip Barrows : Génie incompris et lieutenant de l'armée de l'air. Il enquête sur le Gestalt après avoir trouvé la trace du moteur anti-gravitation inventé par Bébé.

## Thèmes
C'est la création d'un ensemble qui n'est pas simplement une juxtaposition mais le dépouillement d'une partie de son individualité pour parvenir à une communion où chacun apporte aux autres ce qu'il ne peut réaliser. C'est la mise en place d'un véritable contrat social afin de créer une communauté, comme dans toutes sociétés, mais avec un sens encore plus profond.
Dès lors au fil des pages on peut voir une interrogation sur la société en général : la cruauté ou la conscience que peut avoir ce regroupement que sont nos sociétés.

## Prix littéraires
Les Plus qu'humains de Theodore Sturgeon a reçu l’International Fantasy Award en 1954.

## Classique de la science-fiction
Ce roman est considéré comme un grand classique de la science-fiction dans les ouvrages de références suivants :
- Annick Beguin, Les 100 principaux titres de la science-fiction, Cosmos 2000, 1981 ;
- Jacques Sadoul, Anthologie de la littérature de science-fiction, Ramsay, 1981 ;
- Jacques Goimard et Claude Aziza, Encyclopédie de poche de la science-fiction. Guide de lecture, Pocket, coll. « Science-fiction », no 5237, 1986 ;
- Denis Guiot, La Science-fiction, Massin, coll. « Le monde de... », 1987 ;
- La Bibliothèque idéale de la SF, Albin Michel, (1988) ;
- Enquête du Fanzine Carnage mondain auprès de ses lecteurs, 1989 ;
- Lorris Murail, Les Maîtres de la science-fiction, Bordas, coll. « Compacts », 1993 ;
- Stan Barets, Le science-fictionnaire, Denoël, coll. « Présence du futur », 1994 ;
- Bibliothèque idéale du webzine Cafard cosmique.

## Critiques spécialisées
- Jacques Sadoul, Histoire de la science-fiction moderne. 1911-1984., Robert Laffont, Coll. « Ailleurs et Demain / Essais », 1984, p. 183 : « Le livre eut pour titre More than human. C'est sous cette dernière forme que l'ouvrage est connu en France et passe à juste titre pour une des plus parfaites réussites du genre. »
- Lorris Murail, La Science-fiction, Larousse, Coll. « Guide Totem », 1999, p. 325 : « Une nouvelle fable sur la nature et le destin de nos semblables. Une des œuvres maîtresses de la SF. »

## Éditions françaises
Le recueil Les Plus qu'humains de Theodore Sturgeon, traduit de l'américain par Michel Chrestien, a connu différentes éditions françaises :
- Hachette / Gallimard, coll. « Le Rayon fantastique », 1957 ;
- OPTA, coll. « Club du livre d'anticipation », no 17, 1969 ;
- J'ai lu, coll. « Science-fiction », no 355, 1970 (rééditions en 1972, 1976, 1981, 1992, 2001, 2019).

Parution en extrait :
- Seghers, coll. « Anthologie-Jeunesse », in Découvrir la science-fiction, 1975.